# Faustina Bracci
Faustina Bracci Armellini (Roma, 1785 – 1857) è stata un'artista italiana, che si è dedicata prevalentemente alla pittura a pastello.

## Biografia
Nata a Roma, Faustina Bracci era la figlia di Virginio Bracci, architetto e nipote dello scultore Pietro Bracci e di sua moglie Faustina, figlia di Francesco Mancini. Nel 1812 sposò Carlo Armellini dal quale ebbe quattro figli: Vito, Augusto, Matilde e Vincenza (Cencia).
Sua nipote Faustina Ciocci (figlia di Vincenza) sposò Enrico Sambucetti, nipote dell'arcivescovo Cesare Sambucetti e figlio di Antonia Borghese, nota come figlia illegittima del Principe Camillo.

## Carriera
Nel 1811 entrò a far parte dell'Accademia nazionale di San Luca, che conserva un suo autoritratto, datato quell'anno, in cui la si vede ispirarsi ad un ritratto di Antonio Canova di Sir Thomas Lawrence. Tutte le sue opere conosciute risalgono a dopo il 1800